# Кунов
Кунов (пољ. Kunów) је град у Пољској у Војводству Светокришком у Повјату ostrowiecki. Према попису становништва из 2011. у граду је живело 3.170 становника.

## Становништво
Према прелиминарним подацима са пописа, у граду је 2011. живело 3.170 становника.
| 2002. | 2011. | 2012. |
| ----- | ----- | ----- |
| 3.099 | 3.170 | 3.148 |